# Cuaespinós de pit maculat
El cuaespinós de pit maculat (Synallaxis stictothorax) és una espècie d'ocell de la família dels furnàrids (Furnariidae).

## Hàbitat i distribució
Habita zones àrides amb matolls de les terres baixes del sud-oest de l'Equador i nord-oest de Perú a Tumbes, Piura, Lambayeque i La Libertad. També al nord-oest de Perú, al nord de Cajamarca.